# Trampeln
Als „Trampeln“ (engl. paddling oder foot-paddling) bezeichnet man ein Verhalten von Möwen, bei dem der Vogel (oder mehrere) stehend mit den Füßen relativ schnelle, trampelnde Bewegungen ausführt. Dabei wird der Kopf etwas nach unten geneigt und beobachtend hin und her bewegt.
Dieses Verhalten tritt im Zusammenhang mit der Nahrungssuche in zwei Fällen auf: Zum einen wird damit im flachen Wasser, auf Schlickflächen oder in kleinen Gezeitentümpeln der Grund aufgewirbelt und Lebewesen wie Würmer, Krebstiere oder Muscheln werden zu Tage gebracht – entweder weil sie mit aufgewirbelt werden, oder weil sie versuchen, sich in Sicherheit zu bringen. Zum anderen kommt es auf Wiesen oder Rasenflächen zum Einsatz, wo es bewirkt, dass bestimmte Regenwurmarten sich in einer angeborenen Reaktion an die Erdoberfläche zu retten versuchen.
Ähnliche Verhaltensweisen sind auch bei anderen Vögeln, beispielsweise bei Wassertretern, Regenpfeifern oder Entenvögeln zu beobachten.